# 尼爾瓜
10°9′6″N 68°33′58″W / 10.15167°N 68.56611°W
尼爾瓜（西班牙語：Nirgua），是委內瑞拉的城鎮，位於該國西部亞拉奎州，是尼爾瓜市的首府，始建於1624年1月25日，面積2,274平方公里，海拔高度806米，2011年人口58,932，人口密度每平方公里26人。